# Маргарет Гетті
Маргарет Гетті (англ. Margaret Gatty; 3 червня 1809 — 4 жовтня 1873) — англійська дитяча письменниця та автор публікацій з морської біології. Деякі її твори суперечать думкам Чарльза Дарвіна у Походженні видів.

## Біографія
Гетті народилася у Ессексі у містечку Бернгем-он-Крауч. Її батьком був капелан  Королівського флоту преподобний Олександр Джон Скотт, який служив разом із лордом Нельсоном на борту корабля HMS Victory до та під час Трафальгарської битви.
8 липня 1839 року вона вийшла заміж за преподобного Альфреда Ґетті. Маргарет Гетті стала дуже популярною дитячою письменницею. Її казки були спрямовані на молодих людей, проте вона сподівалася, що вони вплинуть і на дорослих. Вона також видавала  журнал Aunt Judy's Magazine, сімейне видання, дописувачами якого були члени чисельної родини Маргарет.

## Наука
Гетті зацікавилася морською біологією завдяки спілкуванню зі своїм двоюрідним братом, біологом Чарльзом Генрі Гетті. Також на її вподобання вплинув ірландський ботанік та міколог Вільям Генрі Гарві, з яким вона познайомилася під час відпочинку в Гастінгсі у 1848 році. Під впливом Гарві вона написала книгу про британські водорості, яка була доступнішою, ніж попередні публікації на цю тему. Маргарет листувалася з багатьма відомими морськими біологами своєї доби, зокрема з Робертом Брауном. Гетті накопичила велику колекцію морського матеріалу, значну частину якої допомогли зібрати її кореспонденти у віддалених куточках Британської імперії. Її донька, Горатія Кетрін Френсіс Гетті, подарувала цю колекцію музею Вестон Парк у Шеффілді.

## Особисте життя
Маргарет Гетті була хворобливою протягом більшої частини свого життя, можливо, від недіагностованого розсіяного склерозу. Часті напади її хвороби призвели до тісної дружби з доктором Джорджем Джонстоном, який був відомим тим, що виступав проти знеболювальних ліків. Він порадив їй застосовувати хлороформ під час пологів, і Гетті стала першою жінкою в Шеффілді, яка вжила наркотик під час пологів.

## Окремі книги
- The Fairy Godmothers and Other Tales (London: George Bell, 1851) – 4 історії, присвячені "Моїм дітям"[17]
- Parables from Nature (з 1855 до 1871) – "Перша серія", "Друга серія", і.т.д.
- Legendary Tales (Bell and Daldy, 1858)[18]
- Aunt Judy's Tales (1859)
- Aunt Judy's Letters, (Bell and Daldy, 1862) – продовження Aunt Judy's Tales[19]